# Яшонков, Дмитрий Игоревич
Дми́трий И́горевич Яшонко́в (род. 16 сентября 1964, Казань) — российский кинооператор, работающий преимущественно в игровом кинематографе.

## Биография
Родился в Казани. Свой путь в кинематографе начинал на «Казанской студии кинохроники».
Окончил ВГИК (мастерская О. Арцеулова). Оператор-постановщик более 200 рекламных роликов и видеоклипов. Лауреат российских фестивалей рекламы. «Родина ждёт» — первая работа в кино.
За кинофильм «Нирвана» удостоен награды за лучшую операторскую работу на ОРКФ в Сочи.

## Фильмография
1. 2005 — Родина ждёт
2. 2006 — Взять Тарантину
3. 2006 — Сволочи
4. 2007 — Слуга Государев
5. 2008 — Нирвана
6. 2009 — Я
7. 2010 — Туман
8. 2011 — Бой с тенью 3D: Последний раунд
9. 2014 — Скорый «Москва — Россия»
10. 2014 — 22 минуты
11. 2014 — Гена Бетон
12. 2015 — Гороскоп на удачу
13. 2015 — SOS, Дед Мороз, или Всё сбудется!
14. 2016 — Уроки выживания
15. 2018 — Улётный экипаж
16. 2018 — Гурзуф
17. 2019 — Бабушка лёгкого поведения 2. Престарелые мстители
18. 2019 — В кейптаунском порту
19. 2020 — (НЕ) идеальный мужчина
20. 2020 — Танцы на высоте
21. 2021 — Марш утренней зари